# منتخب كوريا الجنوبية لكرة اليد للسيدات
منتخب كوريا الجنوبية لكرة اليد للسيدات هو الممثل الرسمي لكوريا الجنوبية في رياضة كرة اليد. شارك في بطولة العالم لكرة اليد للسيدات 16 مرة وكانت المشاركة الأولى في سنة 1978. شارك في كرة اليد في الألعاب الأولمبية الصيفية 9 مرات وكانت المشاركة الأولى في سنة 1984. شارك في بطولة آسيا لكرة اليد للسيدات 15 مرة وكانت المشاركة الأولى في سنة 1987.